# Karen (película)
Karen es una película estadounidense de suspenso, crimen y comedia negra escrita y dirigida por Coke Daniels y protagonizada por Taryn Manning, Cory Hardict, Jasmine Burke, Roger Dorman, Brandon Sklenar y Gregory Alan Williams. El título de la película es una referencia al estereotipo estadounidense "Karen" de una mujer blanca que cree tener más derechos, es racista y exigente. La película fue criticada negativamente tras su estreno.

## Reparto
- Taryn Manning como Karen Drexler[7]
- Cory Hardrict como Malik[8]
- Jasmine Burke como Imani[9]
- Roger Dorman como el oficial Mike Wind
- Brandon Sklenar como oficial Hill
- Gregory Alan Williams como Charles Wright
- Veronika Bozeman como Fatima
- Dawn Halfkenny como Chanel McFadden

## Producción
La fotografía principal comenzó en Georgia en diciembre de 2020. El rodaje terminó en febrero de 2021.

## Estreno
En agosto de 2021, se anunció que Quiver Distribution adquirió los derechos de distribución en Norteamérica de la película, que se estrenó en cines y bajo demanda el 3 de septiembre de 2021.

## Recepción

### Crítica
Karen recibió reseñas negativas de parte de la crítica y de la audiencia. En el sitio web especializado Rotten Tomatoes, la película posee una aprobación de 17%, basada en 24 reseñas, con una calificación de 2.8/10, mientras que de parte de la audiencia tiene una aprobación de 21%, basada en más de 100 votos, con una calificación de 1.6/5. En el sitio IMDb los usuarios le asignaron una calificación de 3.1/10, sobre la base de 3100 votos.

### Premios y nominaciones
| Año  | Otorgar                  | Categoría             | Destinatarios                                                         | Resultado | Árbitro. |
| ---- | ------------------------ | --------------------- | --------------------------------------------------------------------- | --------- | -------- |
| 2022 | Premios Golden Raspberry | Peor película         | Mary Aloe, Sevier Crespo, Coke Daniels, Cory Hardrict y Taryn Manning | Nominados | [ 16 ]   |
| 2022 | Premios Golden Raspberry | Peor director         | Coke Daniels                                                          | Nominado  | [ 16 ]   |
| 2022 | Premios Golden Raspberry | Peor actriz           | Taryn Manning                                                         | Nominada  | [ 16 ]   |
| 2022 | Premios Golden Raspberry | Peor guion            | Coke Daniels                                                          | Nominado  | [ 16 ]   |
| 2022 | Premios Golden Raspberry | Peor remake o secuela | Karen (remake involuntario de Cruella)                                | Nominado  | [ 16 ]   |